# كيتي غاليان
كيتي غاليان (بالفرنسية: Ketti Gallian)‏ (25 ديسمبر 1912 - ديسمبر 1972) ممثلة فرنسية.

## سيرتها
ولدت غاليان في نيس. ذهبت إلى باريس عن عمر يناهز 15 عامًا وحصلت على عمل نموذجي. عادت لاحقًا إلى نيس وظهرت في عدد من الأفلام الأجنبية التي قام بها باراماونت بيكتشرز.
أدى أدائها في فيلم "The Ace" الذي لعبت فيه مقابل ريموند ماسي على المسرح لندن إلى عقد شاشة من Fox. ومع ذلك، لم تنجح أبدًا أثناء عملها في  أمريكا ، وعادت إلى فرنسا. توفيت، البالغة من العمر 59 عامًا، في باريس.

## الروابط الخارجية
- كيتي غاليان على موقع IMDb (الإنجليزية)
- كيتي غاليان على موقع ألو سيني (الفرنسية)
- كيتي غاليان على موقع أول موفي (الإنجليزية)
- كيتي غاليان على موقع قاعدة بيانات الأفلام السويدية (السويدية)
- كيتي غاليان على موقع قاعدة بيانات الفيلم (الإنجليزية)
- كيتي غاليان على موقع كينوبويسك (الروسية)

- كيتي غاليان في قاعدة بيانات الأفلام على الإنترنت